# Celina Rodríguez
Celina E. Rodríguez Nasso de Martínez Paiva fue una actriz, escritora y política argentina del Partido Peronista Femenino. Fue elegida a la Cámara de Diputados de la Nación Argentina en 1951, integrando el primer grupo de mujeres legisladoras en Argentina con la aplicación de la Ley 13.010 de sufragio femenino. Representó al pueblo de la provincia de Buenos Aires entre 1952 y 1955.

## Biografía
Era actriz de teatro y entabló amistad con Eva Perón, quien la invitó a sumarse al peronismo. Fue subdelegada del Partido Peronista Femenino (PPF) en el barrio de Belgrano de la ciudad de Buenos Aires e inspectora del PPF en la provincia de Mendoza.
En las elecciones legislativas de 1951 fue candidata del Partido Peronista en la 7.° circunscripción de la provincia de Buenos Aires, siendo una de las 26 mujeres elegidas a la Cámara de Diputados de la Nación Argentina. Asumió el 25 de abril de 1952. Otras cinco mujeres también fueron elegidas en dicha provincia: Magdalena Álvarez de Seminario, Francisca Ana Flores, María Elena Casuccio, Carmen Salaber y Zulema Noemí Pracánico.
Fue vocal en la comisión de Asuntos Constitucionales. Presentó un proyecto para construir el Monumento al Descamisado y también promovió el Monumento a Eva Perón, integrando la comisión para su realización.
Había sido elegida hasta 1958 pero permaneció en el cargo hasta septiembre de 1955, cuando su mandato fue interrumpido por el golpe de Estado de la autoproclamada Revolución Libertadora. Tras el golpe, se exilió en Paraguay.
Junto con María Rosa Pizzuto de Rivero, publicó una de las primeras biografías de Eva Perón.
Estaba casada con el escritor Claudio Martínez Paiva. Uno de sus nietos es el periodista y conductor Claudio María Domínguez.

## Obras
- Samaritana de las cuchillas: novela argentina (1945).[14]
- La verdad: Adalid de octubre (1967), junto con María Rosa Pizzuto de Rivera.[15]
- La verdad: Eva en vigencia (1967).[16]
- La verdad: vida y obra de Eva Perón, Parte 1 (1967), junto con María Rosa Pizzuto de Rivera.[17]
- La verdad: vida y obra de Eva Perón, Parte 2 (1967), junto con María Rosa Pizzuto de Rivera.[15]